# Malcolm Viltard
Malcolm Viltard (Carcassonne, 24 ottobre 2002) è un calciatore francese, centrocampista del Dender.

## Carriera
Cresciuto nel settore giovanile del Sochaux, con la cui squadra riserve tra il 2019 ed il 2022 ha segnato in totale 5 reti in 25 presenze nella quinta divisione francese, il 28 novembre 2020 ha debuttato in prima squadra nell'incontro di Ligue 2 vinto 4-0 contro il Le Havre ed il 1º luglio 2021 ha firmato il suo primo contratto professionistico.
Il 7 settembre 2022 ha prolungato il contratto fino al 2025 e contestualmente è stato ceduto in prestito allo Châteauroux, in terza divisione, fino al termine della stagione 2022-2023; rientrato al club gialloblù, nel frattempo retrocesso a sua volta nel Championnat National (a tavolino per motivi economici), è stato confermato in rosa dove ha giocato con costanza realizzando 3 reti in 29 incontri.
Il 20 giugno 2024 è stato ceduto a titolo definitivo al Dender, club della prima divisione belga.

## Statistiche

### Presenze e reti nei club
Statistiche aggiornate al 6 aprile 2025.
| Stagione         | Squadra          | Campionato       | Campionato | Campionato | Coppe nazionali | Coppe nazionali | Coppe nazionali | Coppe continentali | Coppe continentali | Coppe continentali | Altre coppe | Altre coppe | Altre coppe | Totale | Totale | Totale |
| Stagione         | Squadra          | Comp             | Pres       | Reti       | Comp            | Pres            | Reti            | Comp               | Pres               | Reti               | Comp        | Pres        | Reti        | Pres   | Reti   |        |
| ---------------- | ---------------- | ---------------- | ---------- | ---------- | --------------- | --------------- | --------------- | ------------------ | ------------------ | ------------------ | ----------- | ----------- | ----------- | ------ | ------ | ------ |
| 2019-2020        | Sochaux 2        | N3               | 2          | 0          | -               | -               | -               | -                  | -                  | -                  | -           | -           | -           | 2      | 0      |        |
| 2020-2021        | Sochaux 2        | N3               | 5          | 1          | -               | -               | -               | -                  | -                  | -                  | -           | -           | -           | 5      | 1      |        |
| 2021-2022        | Sochaux 2        | N3               | 16         | 4          | -               | -               | -               | -                  | -                  | -                  | -           | -           | -           | 16     | 4      |        |
| ago. 2022        | Sochaux 2        | N3               | 2          | 0          | -               | -               | -               | -                  | -                  | -                  | -           | -           | -           | 2      | 0      |        |
| Totale Sochaux 2 | Totale Sochaux 2 | Totale Sochaux 2 | 25         | 5          |                 | -               | -               |                    | -                  | -                  |             | -           | -           | 25     | 5      |        |
| 2020-2021        | Sochaux          | L2               | 1          | 0          | CF              | 0               | 0               | -                  | -                  | -                  | -           | -           | -           | 1      | 0      |        |
| 2021-2022        | Sochaux          | L2               | 2          | 0          | CF              | 3               | 0               | -                  | -                  | -                  | -           | -           | -           | 5      | 0      |        |
| ago. 2022        | Sochaux          | L2               | 2          | 0          | CF              | 3               | 0               | -                  | -                  | -                  | -           | -           | -           | 5      | 0      |        |
| 2022-2023        | Châteauroux      | N                | 27         | 1          | CF              | 2               | 0               | -                  | -                  | -                  | -           | -           | -           | 29     | 1      |        |
| 2023-2024        | Sochaux          | N                | 29         | 3          | CF              | 4               | 1               | -                  | -                  | -                  | -           | -           | -           | 33     | 4      |        |
| Totale Sochaux   | Totale Sochaux   | Totale Sochaux   | 34         | 3          |                 | 7               | 1               |                    | -                  | -                  |             | -           | -           | 41     | 4      |        |
| 2024-2025        | Dender           | PL               | 25         | 0          | CB              | 1               | 0               | -                  | -                  | -                  | -           | -           | -           | 26     | 0      |        |
| Totale carriera  | Totale carriera  | Totale carriera  | 111        | 9          |                 | 10              | 1               |                    | -                  | -                  |             | -           | -           | 121    | 10     |        |